# Єльцово
Єльцо́во (рос. Ельцово) — присілок у складі Казанського району Тюменської області, Росія.
Населення — 342 особи (2010, 354 у 2002).
Національний склад станом на 2002 рік:
- казахи — 49 %
- росіяни — 49 %